# Giggling
Giggling ist ein Gemeindeteil der Gemeinde Pilsach im Landkreis Neumarkt in der Oberpfalz in Bayern.

## Geographie
Der Weiler liegt im oberpfälzischen Jura auf circa 547 m ü. NHN. Durch den Ort verläuft eine von der Kreisstraße NM 14 abzweigende Gemeindeverbindungsstraße von Laaber im Westen bzw. von Eschertshofen im Süden her. 

## Geschichte
1362 und 1396 erscheint der Ort als „Gückling“ bzw. „Guglingen“; dort besaßen zu dieser Zeit die Schweppermänner Lehengut des Landgrafengeschlechtes der Leuchtenberger. 1408 bis 1568 unterstand Giggling dem Hofmarkherren von Woffenbach, die zu dieser Zeit die Herren von Freudenbeck innehatten. Dann besaßen bis 1650 die Steinfelser das Dorf. Anschließend saßen die von Lochner auf dem Landsassengut „Gickling“. 1756 gab es einen erneuten Besitzerwechsel: Die fünf Güter zu Giggling erwarben die von Gobel. Der letzte Landsaß hieß seit 1788 Anton Maria Freiherr von Gobel; er besaß das Schloss sowie die vier Güter im Dorf, nämlich das Stroblgut, Sossaugut, Frechgut und Beringergut. Die Hochgerichtsbarkeit übte das pfalz-neuburgische Pflegamt Pfaffenhofen-Haimburg aus.
Im Königreich Bayern wurde um 1810 der Steuerdistrikt Laaber mit Anzenhofen, Giggling und Eschertshofen gebildet. Als mit dem zweiten Gemeindeedikt von 1818 die Ruralgemeinde Dietkirchen gebildet wurde, kamen Giggling und Eschertshofen als Ortsteile zu dieser Gemeinde, zu der noch Niederhofen gehörte.
In Giggling lebten
- 1836 33 Einwohner (5 Häuser),[5]
- 1861 36 Einwohner (13 Gebäude),[6]
- 1871 26 Einwohner (11 Gebäude; an Großviehbestand 2 Pferde und 36 Stück Rindvieh),[7]
- 1900 28 Einwohner (5 Wohngebäude),[8]
- 1925 27 Einwohner (5 Wohngebäude),[9]
- 1937 31 Einwohner (nur Katholiken),[10]
- 1950 30 Einwohner (5 Wohngebäude).[11]
- 1987 27 Einwohner (8 Wohngebäude),[12]

Heute sind 15 Hausnummern vergeben.
Zum Abschluss der bayerischen Gebietsreform wurde die Gemeinde Dietkirchen  und damit auch Giggling zum 1. Januar 1978 nach Pilsach eingemeindet.

## Kirchliche Verhältnisse
Giggling gehörte seit altersher zur katholischen Pfarrei Dietkirchen des Klosters Kastl im Bistum Eichstätt. 1540 bis 1626 war Dietkirchen und damit auch Giggling mit Pfalz-Neuburg evangelisch. 1937 ist ein mitten im Weiler stehendes Ortskreuz erwähnt.

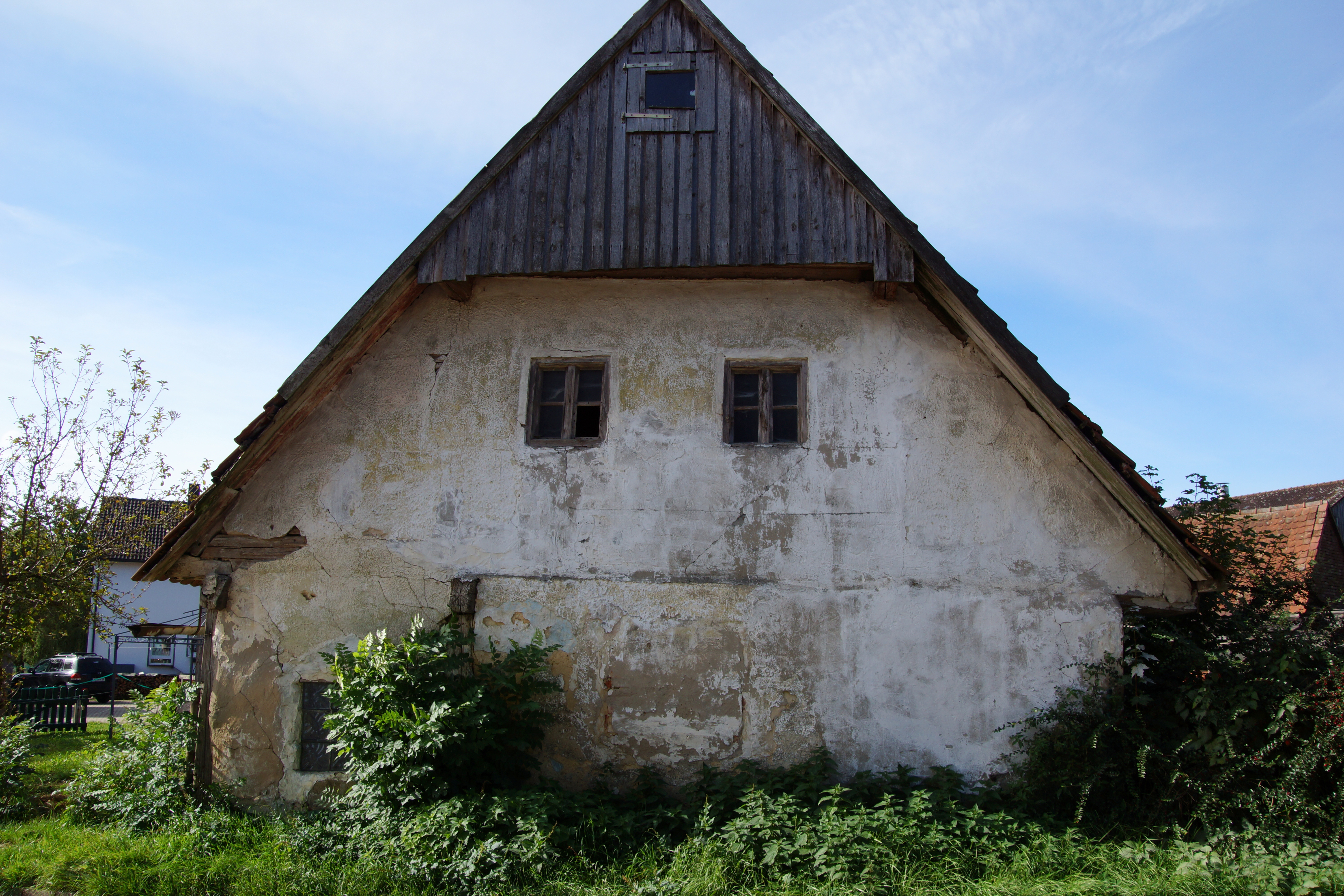
Das Gigglinger Wohnstallhaus

## Baudenkmal
Als Denkmal gilt das Wohnstallhaus Giggling Nr. 5 aus dem 17./18. Jahrhundert.